# شهرستان گرویتس
شهرستان گرویتس (به لهستانی: Powiat Grójec) یک شهرستان در لهستان است که در استان ماسوویان واقع شده‌است. شهرستان گرویتس ۱٬۲۶۸٫۸۲ کیلومتر مربع مساحت و ۹۶٬۴۸۹ نفر جمعیت دارد.